# Brian Tochi
Brian Tochi né Brian Keith Tochihara est un acteur, réalisateur, scénariste et producteur américain né le 2 mai 1959 à Los Angeles, Californie (États-Unis).

## Biographie
Tochi a débuté dans la série télévisée de courte durée He & She (1967-1968), avec Richard Benjamin et Paula Prentiss) en tant que fils nouvellement adopté. Produit par Leonard Stern et écrit par Chris Hayward et Allan Burns, il a également interprété le rôle principal de Jack Cassidy dans les rôles d’acteur de Egomaniacal, Kenneth Mars et de Hamilton Camp. Cette même année, Tochi apparaît dans And the Children Shall Lead, un épisode de Star Trek. D'autres rôles ont suivi, notamment des apparitions dans des émissions populaires telles que The Brady Bunch, The Partridge Family et Adam-12.
Tochi a fait ses débuts comme habitué de la série en tant que fils aîné de Yul Brynner et héritier du prince héritier Chulalongkorn dans Anna et du roi sur CBS. Il était basé sur la version cinématographique de The King and I de Rodgers et Hammerstein et jouait également le rôle principal de Samantha Eggar et Keye Luke. Bien que la série ait été de courte durée, Tochi et Brynner sont restés amis jusqu'à sa mort en 1985. Parallèlement à la série, Tochi a été associé à l'acteur Luke dans sa première série télévisée d'animation The Amazing Chan et le Clan Chan ; Jodie Foster, une jeune sœur de Chan, était également de la série.
Après la fin des deux séries, des rôles invités ont suivi, notamment The Streets of San Francisco avec Karl Malden et Michael Douglas ; et Kung Fu, avec David Carradine, qui a fait ses débuts dans la réalisation de l'épisode The Demon God (qui était le rôle principal invité de Tochi des trois épisodes de Kung Fu dans lesquels il est apparu[pas clair]). Tochi a également joué le rôle d'un informateur d'infiltration et a finalement été battu et tué dans un épisode en deux parties de Police Story sur NBC; et a failli mourir sur le drame médical Robert Young Marcus Welby, M.D. jusqu'à ce que l'héroïque James Brolin et son nouveau meilleur ami, Vincent Van Patten, viennent à sa rescousse[style à revoir].

## Filmographie

### Acteur
- 1968 : Star Trek (série télévisée) : épisode  La Révolte des enfants : Ray
- 1971 : Le Survivant (The Omega Man) : Tommy
- 1972 : The Amazing Chan and the Chan Clan (série télévisée) : Alan Chan (voix)
- 1972 : Anna et le roi (Anna and the King) (série télévisée) : Crown Prince Chulalongkorn
- 1973 : Les rues de San Francisco (série télévisée / saison 1 / Episode 21 : La piste du serpent) : Davey
- 1977 : Space Academy (série télévisée) : Tee Gar Soom (called Teegar) (1978-1981)
- 1977 : Razzmatazz (série télévisée) : Host (1979-1982)
- 1979 : Scooby-Doo et Scrappy-Doo (Scooby-Doo and Scrappy-Doo) (série télévisée) : Additional Voices (voix)
- 1980 : La Fureur du juste (The Octagon) : Seikura at Eighteen
- 1981 : We're Fighting Back (TV) : Ling
- 1983 : Renegades (série télévisée) : Dragon (1983)
- 1984 : Les Tronches (Revenge of the Nerds) : Toshiro Takashi, Tri-Lam
- 1984 : Le Défi des gobots (Challenge of the GoBots) (série télévisée) : Additional Voices (voix)
- 1985 : Toubib Academy numéro un (en)] (Stitche) : Sam Boon Tong
- 1986 : Police Academy 3 : Instructeurs de choc (Police Academy 3: Back in Training) : Cadet Nogata
- 1987 : Police Academy 4 : Aux armes citoyens (Police Academy 4: Citizens on Patrol) : Nogata
- 1987 : Bionic Six (série télévisée) : Bunjiro 'Bunji' Bennet / Karate-1 / Rivet Rick (voix)
- 1988 - 1990 : Santa Barbara (série télévisée) : Kai
- 1989 : The Karate Kid (série télévisée) : Additional Voices (voix)
- 1989 : One Man Force : Stockbroker
- 1990 : Les Tortues ninja (Teenage Mutant Ninja Turtles) : Leonardo (voix)
- 1990 : Capitaine Planète (Captain Planet and the Planeteers) (série télévisée) : Li (voix)
- 1991 : Les Tortues Ninja 2 (Teenage Mutant Ninja Turtles II: The Secret of the Ooze) : Leonardo (voix)
- 1992 : Star Trek : La Nouvelle Génération (TV) : Toshiro Takashi
- 1993 : Les Tortues Ninja 3 (Teenage Mutant Ninja Turtles III) : Leonardo's Voice (voix)
- 1994 : Revenge of the Nerds IV: Nerds in Love (TV) : Takashi
- 1995 : Mortal Kombat: The Animated Series (série télévisée) : Liu Kang (voix)
- 1997 : Critics and Other Freaks : Asian Boy
- 1997 : Johnny Bravo (série télévisée) : Master Hama (1999-2001) (voix)
- 1999 : Le Géant de fer (The Iron Giant) : Additional Voices (voix)
- 2000 : Ginger (série télévisée) : Mr. Briggs (voix)
- 2000 : Static Choc (série télévisée) : Shiv (2000-2003) (voix)
- 2001 : The Boys of Sunset Ridge : Charlie Watanabe at 33
- 2001 : The Silent Force : Kim Pao
- 2004 : Mulan II (vidéo) : Addtional Voices (voix)

### Réalisateur
- 2004 : Tales of a Fly on the Wall (TV)

### Scénariste
- 2004 : Tales of a Fly on the Wall (TV)

### comme producteur
- 2004 : Tales of a Fly on the Wall (TV)